# 93

## Hlavy států
- Papež – Klement I. (88/89/90/91/92–97/98/99/100/101)
- Římská říše – Domitianus (81–96)
- Parthská říše – Pakoros (77/78–114/115)
- Kušánská říše – Vima Takto (90–113)
- Čína, dynastie Chan (206 př. n. l. – 220 n. l.)